# Département de Divo
Le département de Divo  est un département de la région de Lôh-Djiboua en Côte d'Ivoire. Sa préfecture est Divo ,qui est également chef-lieu de région. Avec une population d'environ 1,103 million d'habitants.

## Histoire
Le département de Divo est un département de la région du  Lôh-Djiboua et également chef lieu de la région . Ce département est une création coloniale qui avait pour appellation originel Djiboua ,1960 sous le commandant Français Louis Sarrien.Son actuel préfet de département est Mr Womblégnon Célestin.
Après des préfets Français, son premier sous préfet fut Daouda coulibaly et c'est en 1969 que Divo devient chef lieu de département.

## Géographie
Le département de Divo est situé au Centre-Ouest de la Côte d'Ivoire ,avec les départements de Guitry et Lakota ils s'étendent  sur une superficie de 10 650  Km2

## Climat
Le département de Divo est soumit à un climat tropical avec une saison estivale qui présente de forte pluie et beaucoup moins en hiver.